# Коренды
Коренды́ (бел. Каранды, пол. Korędy) — деревня в Сморгонском районе Гродненской области Белоруссии.
Входит в состав Кревского сельсовета.
Расположена в юго-западной части района. Расстояние до районного центра Сморгонь по автодороге — около 37,5 км, до центра сельсовета агрогородка Крево по прямой — чуть более 6 км. Ближайшие населённые пункты — Вишнёвка, Головатишки, Чухны. Площадь занимаемой территории составляет 0,228 км², протяжённость границ 3280 м.

## История
Деревня отмечена на карте Шуберта (середина XIX века) под названием Коранды в составе Кревской волости Ошмянского уезда Виленской губернии. Согласно описи 1866 года Коренды (пол. Korendy) насчитывали 10 дворов и 78 жителей, из них 30 православных и 48 католиков. Входили в состав деревенского округа Чухны.
После Советско-польской войны, завершившейся Рижским договором, в 1921 году Западная Белоруссия отошла к Польской Республике и деревня была включена в состав новообразованной сельской гмины Крево Ошмянского повета Виленского воеводства.
В 1938 году Коренды насчитывали 18 дымов (дворов) и 91 душу.
В 1939 году, согласно секретному протоколу, заключённому между СССР и Германией, Западная Белоруссия оказалась в сфере интересов советского государства и её территорию заняли войска Красной армии. Деревня вошла в состав новообразованного Сморгонского района Вилейской области БССР. После реорганизации административного-территориального деления БССР деревня была включена в состав новой Молодечненской области в 1944 году. В 1960 году, ввиду новой организации административно-территориального деления и упразднения Молодечненской области, Коренды вошли в состав Гродненской области.
До 2008 года деревня входила в состав Ордашинского сельсовета.

## Население
| 1866 | 1938 | 1999 | 2009 |
| ---- | ---- | ---- | ---- |
| 78   | 91   | 48   | 21   |

## Транспорт
Через Коренды проходят автомобильные дороги местного значения:
- Н6727 Коптевичи — Коренды — Ордаши — Боярск
- Н7977 Орленяты — Коптевичи — Коренды — Ордаши — Четырки

С другими населёнными пунктами деревня связана автобусным маршрутом Сморгонь — Коптевичи.